# Camponotus spenceri
Camponotus spenceri är en myrart som beskrevs av Clark 1930. Camponotus spenceri ingår i släktet hästmyror, och familjen myror. Inga underarter finns listade.